# Oxygen Not Included
Oxygen Not Included (etwa: „Sauerstoff nicht inbegriffen“) ist ein Survival- und Aufbauspiel des kanadischen Entwicklungsstudios Klei Entertainment.

## Gameplay
Oxygen Not Included ist ein Simulations- und Survivalspiel. Zu Spielbeginn finden sich drei Kolonisten im Inneren eines Asteroiden wieder, in dem es einige Höhlen mit atembarer Atmosphäre gibt. Sie können sich nicht erinnern, wie sie dorthin gelangt sind. Die Kolonisten versuchen zu überleben und eine zukunftsfähige improvisierte Weltraumkolonie aufzubauen. Der Spieler kümmert sich dabei um sie und gibt ihnen Anweisungen. Um sie am Leben zu erhalten, muss er auf ihre Bedürfnisse nach Nahrung, Hygiene und Sauerstoff achten. Vor jedem Spiel wird die Welt prozedural erzeugt. Während die Atmosphäre im Startgebiet atembar ist, herrscht in anderen ein Vakuum oder sie enthalten nicht-atembare Gase. Deshalb müssen sich die Kolonisten geeignet vorbereiten, bevor sie in diese Gebiete vorstoßen. Das Spiel simuliert die Vermischung der Gase und die Druckangleichung, wenn eine neue Höhle geöffnet wird. Dadurch kann der Sauerstoffgehalt in existierenden Kammern sinken. Außerdem wird der Einfluss der Schwerkraft auf Flüssigkeiten simuliert.
Um die Kolonie aufzubauen, lässt der Spieler die Kolonisten Aufgaben ausführen wie das Graben nach Rohstoffen, den Anbau von Nahrungsmitteln und die Herstellung von Ausrüstung. Er kontrolliert die Kolonisten nicht direkt, sondern gibt Aufträge und legt Prioritäten fest. Zum Beispiel kann der Spieler den Bau einer Stromleitung befehlen; die Kolonisten sammeln dann die nötigen Materialien, räumen gegebenenfalls existierendes Material aus dem Weg und bauen schließlich die Leitung. Wenn den Kolonisten das Material für die Leitung fehlt, dann bleibt die Aufgabe unvollendet, während die Kolonisten sich anderen Arbeiten zuwenden.

## Entwicklung und Veröffentlichung
Oxygen not Included wird durch das Indie-Studio Klei Entertainment entwickelt und herausgegeben. Die Windows-Version des Spiels wurde auf der PC Gaming Show der Electronic Entertainment Expo 2016 angekündigt. Die erste öffentliche Alphaversion wurde am 15. Februar 2017 als Early Access veröffentlicht.
Am 30. Juli 2019 wurde die erste Vollversion des Spiels veröffentlicht.
Laut Chefdesigner Johann Seidenz haben Spiele wie Dwarf Fortress, Prison Architect und Die Sims das Design von Oxygen Not Included beeinflusst.

## Rezeption
Das Spiel erhielt überwiegend positive Kritiken. Das deutsche Computerspielemagazin GameStar spricht von einem „Aufbau-Kleinod“ mit einer harten Lernkurve.

„Die ebenso komplexe wie niedliche Kolonieaufbau-Simulation ist ein Fest für Tüftler und Kommandanten, die nach Zusammenhängen und Spieltiefe suchen.“